# Rucervus schomburgki
Rucervus schomburgki (tidigare: Cervus schomburgki) är en utdöd art i familjen hjortdjur. Djuret levde i Thailand och är uppkallat efter Robert Hermann Schomburgk, som var en tysk forskningsresande och senare brittisk generalkonsul i Siam.

## Kännetecken
Djuret hade en brun päls där undersidan var ljusare och extremiteterna samt pannan hade en rödbrun nyans. Svansens undersida var vit. Hannarnas horn hade många taggar. Dessutom fanns en man av längre hår kring hannarnas hals. Kroppslängden var cirka 1,8 meter, mankhöjden omkring 105 centimeter och vikten mellan 100 och 120 kilogram.

## Utbredning och levnadssätt
Hjortdjuret förekom i träskmarker i södra Centralthailand, främst i dalgången av floden Chao Phraya. Det antas att den tidigare även levde i Laos och södra Kina (Yunnan). Arten undvek tät vegetation och sökte sig vid högvatten till öar i floden. Den var troligtvis aktiv på natten och levde i flockar av en hanne samt några honor med deras ungdjur. Födan utgjordes av gräs och andra växtdelar.

## Utrotning
Hjortdjurets levnadsområde minskade betydligt under 1800-talet när sumpmark omvandlades till odlingsmark för ris. Dessutom jagades arten, särskilt vid översvämningar, då det var lätt att upptäcka hjorden på de uppstickande öarna. 1932 dödades den sista vilda individen och 1938 dog det sista exemplaret i fångenskap.
Alla expeditioner för att hitta några gömda individer hade ingen framgång. 1991 omdiskuterades en händelse i Laos där det såldes horn av ett hjortdjur som troligen var Rucervus schomburgki. Enligt säljaren var hornen från en individ som blev dödad ett år tidigare. Några zoologer tror därför att expeditionerna sökte på fel ställe och att det kan finnas individer i Laos som har överlevt.
IUCN listar arten som utdöd.

## Systematik
I ett tyskt zoologiskt verk nämns djuret som underart till barasinghahjort men det finns skillnader i utbredningsområde och utseende mellan dessa populationer. Arten räknas vanligen tillsammans med Barasingha och lyrhjort till släktet Rucervus. Ibland listas alla tre arter till släktet Cervus.